# Movimento Democrático das Forças da Mudança-Partido Liberal
Movimento Democrático das Forças da Mudança-Partido Liberal (Democratische Beweging van de Krachten voor Verandering-Liberale Partij), vaak afgekort tot MDFM-PL, is een politieke partij in Sao Tomé en Principe.
Op 29 juli 2001, nadat Fradique de Menezes tot president gekozen was werd de MDFM-PL opgericht door supporters van De Menezes. Tomé Vera Cruz werd partijleider. Bij de parlementsverkiezingen van 2002 en 2006 vormde de partij een kiesverbinding met de Partido de Convergência Democrática-Grupa de Reflexão, de coalitie haalde respectievelijk 39,37% en 36,79% van de stemmen, goed voor 23 van de 55 zetels. Vera Cruz werd van 2006 tot 2008 premier en bovendien werd president De Menezes in 2006 met ruim 60% van de stemmen herkozen.
In 2010 ging het minder, de MDFM-PL haalde bij de parlementsverkiezingen 7,11% van de stemmen en behield slechts één zetel in de Assembleia Nacional. Ook ging in 2011 het presidentschap verloren toen De Menezes niet meer herkozen kon worden. Bij de verkiezingen van 2014 verloor de MDFM-PL ook de laatste zetel.
Acção Democrática Independente · Coligação Democrática da Oposição · Movimento Democrático das Forças da Mudança-Partido Liberal · Movimento de Libertação de São Tomé e Príncipe-Partido Social Democrata · Movimento Novo Rumo · Partido de Convergência Democrática-Grupa de Reflexão · Uê Kédadji · União para a Mudança e Progresso do Príncipe